# Actia picipalpis
Actia picipalpis är en tvåvingeart som först beskrevs av Louis-Paul Mesnil 1954.  Actia picipalpis ingår i släktet Actia och familjen parasitflugor. Inga underarter finns listade i Catalogue of Life.